# Кавказко наместничество (1785 – 1796)
Кавказкото наместничество (на руски: Кавказское наместничество) е наместничество на Руската империя, съществувало от 1785 до 1796 година.
Територията му съвпада приблизително с днешните Севернокавказки федерален окръг, Калмикия и Астраханска област на Русия и западните части на Атърауска област в Казахстан, които по това време са слабо колонизирана гранична област на империята. Административен център първоначално е граничната крепост Екатериноград, а от 1790 година – Астрахан.
Създадено е през 1785 година с преобразуването на дотогавашната Астраханска губерния, а при поредна административна реформа през 1796 година отново е преобразувано в Астраханска губерния.